# Folklore (álbum de Soledad Pastorutti)
Folklore es el octavo disco de estudio de la artista argentina Soledad Pastorutti, lanzado el 9 de julio de 2008 y producido por Matías Zapata. Está integrado mayormente por canciones del repertorio folclórico argentino, incluyendo algunas composiciones latinoamericanas; y se caracteriza por un sonido plenamente acústico.

## Lista de canciones
- 1. La vieja, de Julián Diaz, Francisco Díaz y Oscar Mazzanti
  - Guitarras: Jorge Giuliano - Jorge Calcaterra
  - Piano: Eduardo Espinassi
  - Bajo: Pablo Santos
  - Percusión: Silvio López
  - Bandoneón: Juan Banuera

- 2. Zamba por vos, de Alfredo Zitarrosa
  - Guitarras: Jorge Giuliano
  - Piano: Eduardo Espinassi
  - Bajo: Pablo Santos
  - Percusión: Silvio López

- 3. Virgen india, de Antonio Albarracín y Lidoro Albarracín
  - Guitarras: Jorge Giuliano - Jorge Calcaterra
  - Piano: Eduardo Epinassi
  - Bajo: Pablo Santos

- 4. Canción del jornalero, de Jorge Méndez
  - Guitarras: Jorge Giuliano - Jorge Calcaterra
  - Piano: Eduardo Espinassi
  - Bajo: Pablo Santos
  - Percusión: Hubert Reyes
  - Violín: Demian Luaces
  - Acordeón: Juanjo Castelli

- 5. Del tiempo de mi niñez, de Coco Díaz.
  - Guitarras: Jorge Giuliano
  - Piano: Eduardo Espinassi
  - Bajo: Pablo Santos
  - Percusión: Silvio López
  - Bandoneón: Juan Banuera

- 6. Fina estampa, de Chabuca Granda
  - Guitarras y cuatro: Lucho González
  - Cajón: Martín González
  - Cajón y percusión: Hubert Reyes
  - Bajo: Matías Méndez
  - Piano: Matías Zapata

- 7. Río rebelde, de Samuel Claus, Héctor Ayala y Cholo Aguirre
  - Guitarras: Jorge Giuliano
  - Piano: Eduardo Espinassi
  - Bajo: Pablo Santos
  - Percusión: Hubert Reyes
  - Acordeón: Juanjo Castelli

- 8. La litoreña, de Horacio Guarany
  - Guitarras: Jorge Giuliano - Jorge Calcaterra
  - Bajo: Pablo Santos
  - Percusión: Silvio López

- 9. Cuando llegue el alba, de Abel Figueroa y Waldo Belloso
  - Guitarra: Jorge Giuliano

- 10. Piensa en mí, de Agustín Lara
  - Guitarra: Jorge Giuliano
  - Piano: Matías Zapata
  - Bajo: Pablo Santos
  - Percusión: Hubert Reyes
  - Acordeón: Juanjo Castelli

- 11. Luz de luna, de Álvaro Carrillo Alarcón
  - Guitarras: Jorge Giuliano - Jorge Calcaterra
  - Piano: Matías Zapata
  - Bajo: Pablo Santos
  - Percusión: Hubert Reyes - Hernán Martín
  - Coros: Luciana Palacios

- 12. Nacer y morir, de Alberto Zapata y Héctor González
  - Guitarras: Jorge Giuliano
  - Piano: Eduardo Espinassi
  - Bajo: Pablo Santos
  - Percusión: Silvio López

- 13. Trasnochados espineles, de Cholo Aguirre
  - Guitarras: Jorge Giuliano - Jorge Calcaterra
  - Piano: Matías Zapata
  - Bajo: Pablo Santos
  - Percusión: Hubert Reyes
  - Acordeón: Juanjo Castelli

- 14. Escucha a tu corazón, de Marcela Morelo y Rodolfo Lugo
  - Voces: Soledad Pastorutti y Natalia Pastorutti
  - Bajo: Pablo Santos
  - Guitarras: Pablo Akselrad
  - Percusión: Hernán Martín
  - Quenas: Víctor Carrion
  - Sikus y charango: Marcos Antonio Villegas
  - Piano: Matías Zapata
  - Coros: Luciana Palacios

## Ficha técnica
- Producido por Matías Zapata. Grabado en Estudios ION, Ciudad de Buenos Aires, Argentina.
- Mezclado en Panda Studios por: Natalia Kalwill y Matías Zapata.
- Asistente en Panda Studios: Pablo Barros.
- Dirección Musical: Matías Zapata.
- A&R: Rafa Villa.

- Datos: Q5863494